# بیچوود، شهرستان وایومینگ، ویرجینیای غربی
بیچوود (به انگلیسی: Beechwood) یک منطقهٔ مسکونی در ایالات متحده آمریکا است که در شهرستان وایومینگ، ویرجینیای غربی واقع شده‌است.